# Четыресполовинойтонны
Четыресполовинойтонны — первый сольный альбом лидера рок-группы «АукцЫон» Леонида Фёдорова, вышедший в 1997 году.

## История
Все песни на альбоме исполнены Леонидом Фёдоровым в одиночестве под аккомпанемент акустической гитары. В альбом вошли как старые известные песни, так и новые, исполнявшиеся только на концертах. Многие из них позже вошли в репертуар других проектов Фёдорова. Так, песня «Заведующий», появилась на концертном альбоме «АукцЫона» «Это мама».
Альбом был презентован в московском Центральном Доме Художника 1 апреля 1997 года.
Название альбома имеет свою историю. Очевидцы свидетельствуют, что на момент выхода альбома Леонид Фёдоров имел долг в четыре с половиной тысячи долларов. Деньги, полученные за продажу работы, пошли на погашение долга.
В апреле 2008 года вышло переиздание альбома на лейбле Ulitka Records, в которое были добавлены две не вошедшие в первое издание песни («Ушла» и «Седьмой»).

## Список композиций
Музыка: Леонид Фёдоров, тексты: Дмитрий Озерский (кроме отмеченного)

### Издание 1998 года
1. «Заведующий» — 2:57
2. «Далеко» — 3:38
3. «Что-нибудь такое I» — 2:27
4. «Зима» — 3:37
5. «День победы» — 2:26
6. «Дом на колёсах» — 3:54
7. «Алкоголизм» (Олег Гаркуша) — 2:21
8. «Всё вертится» — 3:00
9. «Ещё не поздно» — 4:07
10. «Пионер» (Олег Гаркуша) — 2:50
11. «Вру» (Олег Гаркуша) — 4:29
12. «Светлана» (народная) — 0:49
13. «The Lamp» (Олег Гаркуша) — 2:43
14. «Гусаки» (народная) — 2:14
15. «Что похуже на потом» — 3:05
16. "Что-нибудь такое II — 2:39
17. «Небо напополам» — 2:03
18. «Четыресполовинойтонны» — 10:45

### Издание 2008 года
1. «Заведующий» — 3:00
2. «Ушла» — 2:24
3. «Далеко» — 3:45
4. «Что-нибудь такое» — 2:37
5. «Алкоголизм» (Гаркуша) — 2:18
6. «День победы» — 2:25
7. «Дом на колёсах» — 3:52
8. «Зима» — 3:35
9. «Всё вертится» — 2:58
10. «Ещё не поздно» — 4:04
11. «Пионер» (Гаркуша) — 2:50
12. «Вру» (Гаркуша) — 4:28
13. «Светлана» (народная) — 0:47
14. «Седьмой» — 3:57
15. «Гусаки» (народная) — 2:01
16. «Что похуже на потом» — 3:03
17. «Небо напополам» — 1:58
18. «Лампа» (Гаркуша) — 2:42
19. «Четыресполовинойтонны» — 17:07